# Задоров, Никита Сергеевич
Ники́та Серге́евич Задо́ров (род. 16 апреля 1995, Москва) — российский хоккеист, защитник клуба НХЛ «Бостон Брюинз».

## Биография

### Клубная карьера
В 6-летнем возрасте Задорова отдали в хоккейную секцию, главным образом по инициативе отца, занимавшегося различными видами спорта, основным из которых была гребля. Делал первые шаги в московской хоккейной школе «Белые медведи», его первым тренером стал Сергей Суярков. Позже Суярков получил приглашение работать в системе ЦСКА, куда и отправился, взяв с собой своих лучших воспитанников, в том числе и Задорова.
Сезон 2011/12 отыграл в молодёжной команде армейцев «Красная армия» в МХЛ, с которой завоевал серебряные медали Кубка Харламова. Летом 2012 года на драфте КХЛ был выбран ЦСКА под общим 4-м номером.
С сезона 2012/13 играл за команду «Лондон Найтс» в хоккейной лиге Онтарио, находящуюся на верхнем уровне системы канадских юниорских лиг. Весной 2013 года «Лондон Найтс» стали чемпионами лиги и приняли участие в розыгрыше Мемориального кубка. Задоров был основным защитником команды в том сезоне и попал в первую пятёрку символической сборной новичков OHL.
Агентом Задорова являлся Александр Тыжных, позже время — Дэн Мильштейн.

#### «Баффало Сейбрз»
В первом раунде драфта НХЛ 2013 года был выбран под общим 16-м номером клубом «Баффало Сейбрз», с которым затем подписал трёхлетний контракт новичка. Выше из российских игроков на том драфте был выбран только Валерий Ничушкин. Первый матч в НХЛ в составе «Сейбрз» Задоров провёл 19 октября 2013 года против «Коламбуса». В своём втором матче, 23 октября 2013 года, забросил первую шайбу в НХЛ в ворота «Бостона».

#### «Колорадо Эвеланш»
26 июня 2015 года «Баффало» обменял Задорова, нападающих Михаила Григоренко и Ти Джея Комфера и выбор во втором раунде драфта 2015 года в «Колорадо Эвеланш» на Райана О’Райли и нападающего Джейми Макгинна.
В сезоне 2017/18 стал лучшим игроком НХЛ по количеству проведённых силовых приёмов: за 77 матчей регулярного чемпионата провёл 278 хитов. Это лучший показатель среди российских игроков в истории НХЛ. 12 апреля дебютировал в плей-офф НХЛ в серии против обладателя Президентского Кубка «Нэшвилл Предаторз». В первом матче забросил первую шайбу «Колорадо» в плей-офф, но «Лавины» уступили со счётом 2:5.
Всего провёл в «Эвеланш» 5 сезонов и набрал 59 очков (18+41) в 289 матчах регулярных сезонов. В плей-офф набрал 8 очков (4+4) в 32 матчах.

#### «Чикаго Блэкхокс»
В октябре 2020 года вошёл в число игроков, которые были обменяны в «Чикаго Блэкхокс». В сезоне 2020/21 сыграл за «Блэкхокс» 55 матчей и набрал 8 очков (1+7).

#### «Калгари Флэймз»

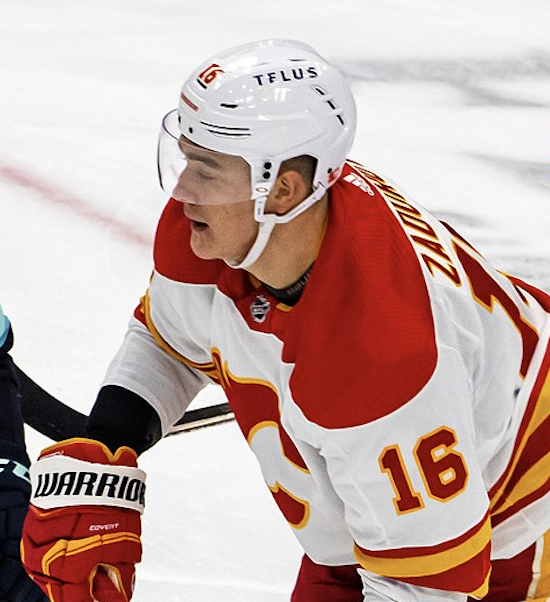
Январь 2023 года

28 июля 2021 года в качестве ограниченно свободного агента был обменян в «Калгари Флэймз». В августе 2021 года подписал однолетний контракт с «Калгари» на 3,75 млн долларов. В сезоне 2021/22 набрал 22 очка (4+18) в 74 матчах. В июле 2022 года подписал новый контракт с «Флэймз» на два года, по которому будет зарабатывать в среднем 3,75 млн долларов за один сезон.
12 апреля 2023 года в матче с «Сан-Хосе Шаркс» (3:1) оформил первый хет-трик в карьере. Третью шайбу забросил в пустые ворота, став третьим российским защитником в истории НХЛ (и первым в XXI веке), сделавшим хет-трик. Ранее это удавалось Владимиру Малахову из «Монреаля» (1 февраля 1998 года) и Сергею Гончару из «Вашингтона» (4 января 2000 года). Так же он стал 13-м защитником в истории НХЛ, сделавшим натуральный хет-трик. Всего в сезоне 2022/23 набрал 21 очко (14+7) в 82 матчах при показателе полезности +11. Задоров разделил 10-е место по заброшенным шайбам среди всех защитников лиги (лучший среди российских защитников). Ранее никогда не забрасывал более 7 шайб за сезон в НХЛ. По ходу сезона преодолел отметку 500 матчей в регулярных чемпионатах НХЛ.
В сезоне 2023/24 провёл за «Флэймз» 21 матч и набрал 6 очков (1+5) при показателе полезности −6. 10 ноября 2023 года, после поражения от «Торонто», стало известно, что Задоров запросил обмен из «Калгари», будучи недовольным малым количеством игрового времени.

#### «Ванкувер Кэнакс»
30 ноября 2023 года 28-летний Задоров был обменян в другой клуб Тихоокеанского дивизиона — «Ванкувер Кэнакс» — на выбор в пятом раунде драфта 2024 года и выбор в третьем раунде драфта 2026 года. В «Кэнакс» тренером по игре в обороне работает известный в прошлом российский защитник Сергей Гончар. 2 декабря 2023 года Задоров дебютировал в составе «Кэнакс», в игре против «Калгари» (4:3) Никита сделал голевую передачу и закончил матч с показателем полезности +2. 28 декабря 2023 года провёл свой 600-й матч в регулярных сезонах НХЛ. 8 мая 2024 года в первом матче второго раунда плей-офф помог «Кэнакс» отыграться со счёта 1:4 против «Эдмонтона». На 54-й минуте Задоров сравнял счёт, а через 39 секунд ассистировал Конору Гарленду, который забросил победную шайбу (5:4).

#### «Бостон Брюинз»
1 июля 2024 года в качестве свободного агента подписал шестилетний контракт с «Бостон Брюинз» на сумму $30 млн.

### В сборной
Основной защитник в сборной России до 16, до 17, до 18 лет. Параллельно играл за сборную 1994 года рождения. В 2014 году в составе сборной России на год старше принимал участие в молодёжном чемпионате мира. Набрал 5 (4+1) очков в 7 проведённых матчах и вместе с командой завоевал бронзовые медали чемпионата. Единственным из россиян был включён в состав символической сборной турнира по версии средств массовой информации.

### Личная жизнь
Женат с 2015 года, супруга Александра, две дочери Стефани и Софи, родившиеся в 2017 и 2020 году.
В сентябре 2023 года в Майами дал двухчасовое видеоинтервью Юрию Дудю (более 4,5 млн просмотров на YouTube за первые два месяца), вызвавшее определённый резонанс в России и хоккейном мире. Задоров в частности повторно высказался против вторжения России на Украину в 2022 году и назвал происходящее в России «клептократией». Перед интервью Задоров консультировался со своим агентом и Ассоциацией игроков НХЛ (NHLPA).

## Статистика
| Легенда | Легенда                    | Легенда | Легенда                   | Легенда | Легенда    |
| ------- | -------------------------- | ------- | ------------------------- | ------- | ---------- |
| И       | Количество проведённых игр | Штр     | Штрафное время            | +/−     | Плюс-минус |
| Г       | Голы                       | П       | Голевые передачи          | О       | Очки       |
| -       | Статистика неизвестна      | —       | Статистика не учитывалась |         |            |